# Rúben Luís Maurício Brígido
Rúben Luís Maurício Brígido (Leiría, 23 de junio de 1991) es un futbolista portugués. Juega de centrocampista y su equipo es el Doxa Katokopias de la Segunda División de Chipre.

## Clubes
| Club                        | País       | Año       |
| --------------------------- | ---------- | --------- |
| União de Leiria             | Portugal   | 2010-2012 |
| C. S. Marítimo              | Portugal   | 2012-2014 |
| Oţelul Galaţi               | Rumania    | 2014-2015 |
| Ermis Aradippou             | Chipre     | 2015-2016 |
| Othellos Athienou           | Chipre     | 2016      |
| Anagennisi Dherynia         | Chipre     | 2016-2017 |
| Nea Salamis Famagusta       | Chipre     | 2017-2018 |
| P. F. C. Beroe Stara Zagora | Bulgaria   | 2018-2019 |
| F. C. Ordabasy Shymkent     | Kazajistán | 2020-2021 |
| F. C. Tobol Kostanai        | Kazajistán | 2021-2022 |
| F. C. Caspiy                | Kazajistán | 2022-2023 |
| F. C. Kyzylzhar             | Kazajistán | 2024      |
| Doxa Katokopias             | Chipre     | 2025-     |

## Palmarés

### Títulos nacionales
| Título                     | Club                 | País       | Año  |
| -------------------------- | -------------------- | ---------- | ---- |
| Liga Premier de Kazajistán | F. C. Tobol Kostanai | Kazajistán | 2021 |
| Supercopa de Kazajistán    | F. C. Tobol Kostanai | Kazajistán | 2022 |